# Иван Славчев
Иван Славчев е български строителен инженер и изобретател.

## Биография
Иван Славчев е роден на 21 октомври 1921 г. в с. Ковачевец, Поповско. Завършва с отличие гимназия в Попово през 1940 г. Следва строително инженерство в Бреслау, Германия (сега Вроцлав, Полша), което завършва семестриално през 1944 г. Като студент работи, за да се издържа, като библиотекар и младши асистент в катедрата за стоманени строежи и индустриално строителство. През август 1944 г. защитава дипломна работа.
При завръщането си в България попада в плен, а част от документите му са унищожени след бомбардировка на влака, с който пътува през Югославия. След прибирането си в България търси работа в София. За кратко е асистент на професор Попов в Държавната политехника в София, където се дипломира отново с първия випуск на Политехниката през 1947 г. след успешно издържани проверочни изпити (ВТУ в Бреслау е опожарено в края на войната и липсва архив).

### Професионален път
Иван Славчев работи в Дирекцията на пътищата в София като безплатен стажант инженер от 1945 до 1947 г. Пише и издава книгата „Триставни сводови мостове. Статическо изчисление по методата на Мьорш“.
От 1947 до 1964 г. Иван Славчев работи по строителството на Димитровград – Азотно-торов завод (Химически комбинат Сталин), ТЕЦ „Марица 3“, Циментов завод „Вулкан“ и др.
Ръководи пряко строителството на завода за сярна киселина и ремонтно механичния завод. При строителството на гранулационните кули прилага за първи път в България система „пълзящ кофраж“, а при строителството на обединения корпус изобретява и използва за първи път „безподпорен кофраж за високи греди“, за което е удостоен с Димитровска награда. Проектира корпуси 121, 122 и 123. От 1949 до 1950 е главен инженер на строителството на комбината.
Подробна статика на безподпорния кофраж Иван Славчев дава в книгата си „Носещ кофраж“.
От 1956 до 1959 г. работи по строителството на 35 000 тонен пристанищен силоз за зърно в Латакия, Сирия. За първи път системата „пълзящ кофраж“ е приложена от български строители извън границите на България.
От 1964 до 1966 г. работи в Софстрой като главен инженер. От 1966 до 1969 г. работи в Министерството на строежите като началник отдел. По това време системата „пълзящ кофраж“ е приложена за първи път за строителство на жилищни сгради в Русе.
През 1967 г. авторски колектив начело с Иван Славчев изобретява „Метод за синхронизирано изпълнение на стени и плочи с пълзящ кофраж при многоетажни сгради“.
Заедно с арх. Атанасов, Славчев е автор на „Наръчник за техническия ръководител в строителството“.
Специализира строително калкулиране в централата на Хохтийф в Есен, ФРГ. Проектира спортен комплекс в Алжир, изготвя оферти за строителство на телевизионни кули в Кувейт, участва в оферти за строителство на първия мост над Босфора (Босфорски мост), болнични комплекси в Триполи и Бенгази, Либия и др.
От 1970 до 1975 г. е технически директор в клона на „Техноекспортстрой“ в Гьопинген, ФРГ. Дейността включва цялостно калкулиране и изпълнение на обекти във ФРГ. Първо прилагане на кофражни системи „НОЕ“ (едроплощен кофраж) за строителство до ключ с български работници във ФРГ, както и за жилищно строителство в България – в Стара Загора и София.
От 1976 до 1982 г. Славчев е главен специалист в строителна дирекция в „Техноекспортстрой“. Дейността му включва цялостно калкулиране и проектиране на обекти в Африка и Близкия изток. Разработва метод за изпълнение на тежки стоманобетонни съоръжения под вода по система „пълзящ бетон“.
От 1982 до 1988 г. работи в „Транскомплект“ по цялостното калкулиране и проектиране на обекти в Африка и Близкия изток, от където е преотстъпен като специалист по калкулиране на „BfB“, Брауншвайг, ФРГ през 1983 г.
През 1992 г. Славчев е представител на „Хохтийф“ в група за изготвяне на проекти за жилища на завръщащите се от Германия в Русия военнослужещи. Строителството се извършва от „Главболгарстрой“.
Иван Славчев умира в Етрополе на 9 юни 1995 г.

## Държавни отличия
- Димитровска награда, 1952 г.
- орден „Червено знаме на труда“ – 2 пъти
- златна значка „Кольо Фичето“ – 2 пъти
- Почетен знак 1-ва степен на ГНС на Димитровград с протоколно решение № 50 от 29 август 1967 г. за особени заслуги по изграждането на Димитровград
- отличник на Министерството на строежите